# Список послов СССР и России в Люксембурге
В статье представлен список послов СССР и России в Великом Герцогстве Люксембург.

## Хронология дипломатических отношений
- Январь 1891 г. — установление дипломатических отношений. Осуществлялись через российскую миссию в Брюсселе.
- 26 августа 1935 г. — установление дипломатических отношений на уровне миссий.
- 15 июля 1940 г. — дипломатические отношения прерваны после оккупации Люксембурга Германией.
- 13 октября 1942 г. — дипломатические отношения восстановлены на уровне миссий. До 1956 года осуществлялись через посольство СССР в Бельгии.
- 17 ноября — 1 декабря 1960 г. — открытие посольств.

## Список послов
| Срок полномочий                    | Посол                         | Годы жизни | Вручение верительных грамот | Комментарии                                   |
| ---------------------------------- | ----------------------------- | ---------- | --------------------------- | --------------------------------------------- |
| Российская империя                 |                               |            |                             |                                               |
| 7 февраля 1891 — 1897              | Лев Павлович Урусов           | 1839—1928  | 23 февраля 1891             | Посланник по совместительству                 |
| 1897 — 1910                        | Николай Николаевич Гирс       | 1853—1924  |                             | Посланник по совместительству                 |
| 1910 — 1916                        | Иван Александрович Кудашев    | 1859—1933  |                             | Посланник по совместительству                 |
| 1916 — 1917                        | Дмитрий Александрович Нелидов | 1863—1935  |                             | Посланник по совместительству                 |
| СССР                               |                               |            |                             |                                               |
| 21 сентября 1936 — 15 июля 1940    | Евгений Владимирович Рубинин  | 1894—1981  | 12 ноября 1936              | Полномочный представитель по совместительству |
| 13 октября 1942 — 30 ноября 1943   | Александр Ефремович Богомолов | 1900—1969  |                             | Посланник по совместительству                 |
| 30 ноября 1943 — 17 ноября 1945    | Виктор Захарович Лебедев      | 1900—1968  | 21 июня 1944                | Посланник по совместительству                 |
| 17 ноября 1945 — 12 июля 1946      | Михаил Григорьевич Сергеев    | 1903—1993  | 27 декабря 1945             | Посланник по совместительству                 |
| 12 июля 1946 — 27 апреля 1950      | Алексей Павлович Павлов       | 1905—1982  | 20 января 1947              | Посланник по совместительству                 |
| 24 января 1953 — 16 мая 1956       | Виктор Иванович Авилов        | 1900—1997  | 24 марта 1953               | Посланник по совместительству                 |
| 16 мая 1956 — 28 июня 1961         | Иван Александрович Мельник    | 1914—1976  | 26 сентября 1956            | Посланник                                     |
| 28 июня 1961 — 29 сентября 1962    | Павел Иванович Герасимов      | 1915—1991  | 21 сентября 1961            |                                               |
| 28 января 1963 — 21 марта 1967     | Игорь Матвеевич Ежов          | 1921—1980  | 14 февраля 1963             |                                               |
| 21 марта 1967 — 26 августа 1969    | Иван Филиппович Филиппов      | 1907—1989  | 27 апреля 1967              |                                               |
| 26 августа 1969 — 19 сентября 1979 | Евгений Александрович Косарев | 1919—2008  | 28 октября 1969             |                                               |
| 19 сентября 1979 — 7 августа 1987  | Камо Бабиевич Удумян          | 1927—2011  | 23 октября 1979             |                                               |
| 7 августа 1987 — 5 октября 1990    | Александр Алексеевич Авдеев   | 1947—      |                             |                                               |
| 5 октября 1990 — 25 декабря 1991   | Чингиз Торекулович Айтматов   | 1928—2008  |                             |                                               |
| Российская Федерация               |                               |            |                             |                                               |
| 25 декабря 1991 — 6 января 1994    | Чингиз Торекулович Айтматов   | 1928—2008  |                             |                                               |
| 6 января 1994 — 23 июля 1997       | Алексей Ильич Глухов          | 1935—      |                             |                                               |
| 6 сентября 1997 — 9 ноября 2001    | Олег Викторович Кривоногов    | 1938—2021  |                             |                                               |
| 9 ноября 2001 — 25 июля 2005       | Юрий Семёнович Капралов       | 1943—      |                             |                                               |
| 25 июля 2005 — 16 сентября 2009    | Эдуард Рубенович Малаян       | 1947—      |                             |                                               |
| 16 сентября 2009 — 2 сентября 2012 | Александр Васильевич Шульгин  | 1951—      |                             |                                               |
| 2 октября 2012 — 20 января 2016    | Марк Львович Энтин            | 1955—      |                             |                                               |
| 20 января 2016 — 17 сентября 2020  | Виктор Александрович Сорокин  | 1956—      | 17 февраля 2016             |                                               |
| 17 сентября 2020 — настоящее время | Дмитрий Дмитриевич Лобанов    | 1957—      | 20 января 2021              |                                               |